# Arteris
Arteris, Inc. est une société multinationale de technologie qui développe le tissu technologique lié aux systèmes sur puce utilisés dans le design des puces semi-conductrices pour systèmes sur une puce, notamment sur les marchés mobiles et de consommation,. La société est spécialisée dans le développement et la distribution de solutions de propriété intellectuelle liée aux réseaux sur puces,,.  Elle est connue pour son produit phare, Arteris FlexNoC, qui est utilisé dans plus de 60 % des systèmes sur puce mobile et sans fil,.  
Le siège d'Arteris, Inc. est situé à Sunnyvale, en Californie, et possède un centre d'ingénierie à Paris, en France. K. Charles Janac est le président et le directeur général de la société.
En 2012, le Silicon Valley San Jose Business Journal a classé Arteris au 4e rang des entreprises privées de la Silicon Valley dont la croissance est la plus rapide.

## Histoire
Arteris a été créée en 2003 par Philippe Boucard et par deux autres ingénieurs cadres ayant travaillé ensemble chez T.Sqware, une start-up achetée par GlobeSpan,,. Les cadres de la société voulaient résoudre les problèmes des technologies liées aux bus et aux commutateurs matriciels monolithiques, comme l'engorgement des câbles et du routage, la chaleur accrue et la consommation de la batterie, l'augmentation de la taille du die,,. La société reçut un capital-risque de 44,1 M$ pour la création de ces nouvelles technologies de la part d'investisseurs dont ARM Holdings, Crescendo Ventures, DoCoMo Capital, Qualcomm, Synopsys, TVM Capital, and Ventech,,. 
En 2006, Arteris développe le premier réseau sur puce en propriété intellectuelle disponible, nommé NoC Solution et suivi en 2009 par un produit plus avancé, FlexNoc,,. Les nouveaux produits utilisaient la packetisation et un réseau articulé de petits éléments interconnectés pour résoudre les problèmes d'engorgement, de temps, d'énergie et de performance,. FlexNoc d'Arteris est une amélioration des tissus de systèmes sur une puce traditionnels, réduisant le nombre de ports de 30 pour cents, les câbles de 50 pour cent et avec une puce plus compacte comparée aux hybrides fonctionnels équivalent bus ou commutateurs matriciels,.
Les concepteurs de systèmes sur une puce commencèrent à tirer profit du design plus efficace, de la flexibilité et de la réduction significative des coûts de production de cette technologie,,,.  En 2012, la société avait plus de 40 consommateurs de semi-conducteurs, dont Qualcomm, Samsung, Texas Instruments, Toshiba, et LG Electronics, avec plus de 200 millions de systèmes sur puce produits par Arteris IP. Le volume projeté de croissance de la société est d'un milliard d'unité par an en 2015. 

## Produits
Arteris offre un certain nombre de produits de réseau sur puce, dont FlexNoc pour les systèmes sur puce haute performance, le FlexLLI MIPI interchip link IP pour connecter de multiples puces et dies, et le tissu d'interconnexion FlexWay pour les systèmes sur puce plus petits. La technologie de la société est utilisée dans une variété de composants électroniques, comme les téléphones portables et les tablettes, les modems, les consoles de jeu, les télévisions numériques, les systèmes automobiles et d'autres applications,.